# Jute (langue)
 (janvier 2023).
Si vous disposez d'ouvrages ou d'articles de référence ou si vous connaissez des sites web de qualité traitant du thème abordé ici, merci de compléter l'article en donnant les références utiles à sa vérifiabilité et en les liant à la section « Notes et références ».
Pour les articles homonymes, voir Jute.
Le jute est une langue indo-européenne germanique scandinave occidentale aujourd'hui éteinte, qui fut parlée au Jutland (région du Danemark) par les Jutes.